# IL7RA
白介素-7受体α亚基（Interleukin-7 receptor subunit alpha，缩写IL7R-α或IL7RA）也称为分化簇127（CD127，cluster of differentiation 127）是一种细胞表面蛋白质，由人类基因 IL7R 编码，与γ链（CD132）共同组成白介素-7受体（IL7R，一种I型细胞因子受体），能结合白细胞介素-7（IL7）与胸腺基质淋巴细胞生成素（TSLP）。